# Acacia oxyclada
Acacia oxyclada är en ärtväxtart som beskrevs av George Bentham. Acacia oxyclada ingår i släktet akacior, och familjen ärtväxter. Inga underarter finns listade i Catalogue of Life.